# 佐久山町
佐久山町（さくやままち）は栃木県の北東部、那須郡に属していた町である。

## 地理
- 河川：箒川、佐久山川

## 歴史
- 1889年（明治22年）4月1日 町村制施行により、佐久山宿、藤沢村、大神村、福原村が合併し那須郡佐久山町が成立する。
- 1955年（昭和30年）11月5日 大田原市へ編入する。

## 行政

### 町長
| 代 | 氏名         | 就任                  | 退任                   | 備考         |
| -- | ------------ | --------------------- | ---------------------- | ------------ |
| 1  | 原蕃次郎     | 1889年（明治22年）4月 | 1893年（明治26年）2月  |              |
| 2  | 福原伊八郎   | 1893年（明治26年）3月 | 1901年（明治34年）1月  |              |
| 3  | 原蕃次郎     | 1901年（明治34年）2月 | 1913年（大正2年）3月   | 再任         |
| 4  | 戸村甲子三郎 | 1913年（大正2年）4月  | 1937年（昭和12年）4月  |              |
| 5  | 八木沢喜一   | 1937年（昭和12年）4月 | 1943年（昭和18年）7月  |              |
| 6  | 池田双助     | 1943年（昭和18年）8月 | 1946年(昭和21年)12月   |              |
| 7  | 森大暁       | 1947年（昭和22年）4月 | 1955年（昭和30年）3月  |              |
| 8  | 石崎正明     | 1955年（昭和30年）4月 | 1955年（昭和30年）11月 | 市町合併まで |

## 名所・旧跡
- 佐久山温泉
- 福原城（福原陣屋跡）
- 御殿山公園（佐久山陣屋跡）
- 曹洞宗月江山実相院（旗本交代寄合那須衆福原氏墓所）